# Benthesicymus armatus
Benthesicymus armatus är en kräftdjursart som beskrevs av MacGilchrist 1905. Benthesicymus armatus ingår i släktet Benthesicymus och familjen Benthesicymidae. Inga underarter finns listade i Catalogue of Life.